# 黒木順
黒木 順（、1930年〈昭和5年〉10月3日 - 2021年〈令和3年〉3月）は、日本の元俳優。東京府東京市出身。
本名は小久保 喜久治。

## 来歴・人物
東宝の専属俳優。1960年代を中心に、ジャンルを問わず多くの作品に主に端役として出演していた。濃いヒゲが特徴。
2021年3月、老衰のため死去。90歳没。

## 出演作品

### 映画
特筆以外、全て製作・配給は東宝である。
- 『大阪城物語』：監督稲垣浩、1961年1月3日公開
- 『モスラ』：監督本多猪四郎、1961年7月30日公開 - ダム職員[出典 1]
- 『真紅の男』：監督本多猪四郎、1961年9月12日公開 - 皮ジャンパーの男
- 『どぶろくの辰』：監督稲垣浩、1962年4月29日公開 - 監視人
- 『山猫作戦』：監督谷口千吉、1962年10月20日公開
- 『忠臣蔵 花の巻・雪の巻』：監督稲垣浩、1962年11月3日公開 - 小堀源五郎（吉野の付人）
- 『蟻地獄作戦』：監督坪島孝、製作宝塚映画、1964年4月29日公開 - 匪賊B
- 『がらくた』：監督稲垣浩、1964年8月1日公開 - 竹三
- 『ホラ吹き太閤記』：監督古澤憲吾、1964年10月31日公開 - 今川方の忍者
- 『三大怪獣 地球最大の決戦』：監督本多猪四郎、1964年12月20日公開 - 調査隊隊員5[出典 2]
- 『戦場にながれる歌』：監督松山善三、1965年8月25日公開 - 所沢軍曹
- 『100発100中』：監督福田純、1965年12月5日公開 - 国道の男
- 『奇巌城の冒険』：監督谷口千吉、共作三船プロダクション、1966年4月28日公開
- 『フランケンシュタインの怪獣 サンダ対ガイラ』：監督本多猪四郎、1966年7月31日公開 - 羽田空港避難民、ビアガーデンの客[要出典]
- 『狸の休日』：監督山本嘉次郎、1966年10月22日公開
- 『クレージー大作戦』：監督古澤憲吾、共作渡辺プロダクション、1966年10月29日公開 - 手下C
- 『佐々木小次郎』：監督稲垣浩、1967年4月1日公開
- 『キングコングの逆襲』：監督本多猪四郎、1967年7月22日公開 - ジェットヘリ操縦士[1]
- 『ドリフターズですよ!前進前進また前進』：監督和田嘉訓、共作渡辺プロダクション、1967年10月28日公開

### テレビドラマ
- 『ウルトラQ』第5話「ペギラが来た!」（1966年1月30日放送：監督野長瀬三摩地、TBS / 円谷プロ） - 鈴木副隊長[3]